# Taastrup Station
Taastrup Station er en station på S-banen Høje Taastrup-banen. Stationen ligger i Taastrup, der er en af Københavns forstæder. Før Høje Taastrup Station blev bygget, fungerede Taastrup Station som endestation for S-togene – desuden var der en fjerntogsperron, som der stadig er rester efter i dag.
I mange år efter stationens åbning 26. juni 1847 blev den kaldt Køgevejens Station, idet den ligger nær den gamle landevej Køgevej. I 1856 blev stationen omdøbt til Taastrup Station, og i 1948 til Tåstrup Station - og 27. september 1987 igen til Taastrup Station. Den oprindelige stationsbygning blev nedrevet i 1980erne i forbindelse med en større ombygning af stationsarealet, hvor busholdepladserne flyttedes fra stationen nordlige side til dens sydlige side, hvor den tidligere godsbanegård lå.

## Galleri
- Busterminal syd for stationen.
- Trappe og elevator.
- Den vestlige del af stationen.
- Togviserskilt.
- To Linje B på stationen.
- Fjerntog i 1977 ved den nu fjernede perron. Den oprindelige stationsbygning ses til venstre i billedet

## Antal rejsende
Ifølge Østtællingen var udviklingen i antallet af dagligt afrejsende med S-tog:
| År   | Antal | År   | Antal | År   | Antal | År   | Antal |
| ---- | ----- | ---- | ----- | ---- | ----- | ---- | ----- |
| 1957 | -     | 1974 | 5.955 | 1991 | 4.958 | 2001 | 4.375 |
| 1960 | -     | 1975 | 5.529 | 1992 | 4.922 | 2002 | 4.375 |
| 1962 | -     | 1977 | 5.292 | 1993 | 4.947 | 2003 | 3.942 |
| 1964 | -     | 1979 | 7.290 | 1995 | 4.938 | 2004 | 3.828 |
| 1966 | -     | 1981 | 7.502 | 1996 | 5.277 | 2005 | 3.538 |
| 1968 | 4.490 | 1984 | 7.115 | 1997 | 4.863 | 2006 | 4.628 |
| 1970 | 5.410 | 1987 | 5.643 | 1998 | 4.768 | 2007 | 3.771 |
| 1972 | 6.218 | 1990 | 5.175 | 2000 | 4.437 | 2008 | 3.390 |